# Ricardo Villa Asensi
Ricardo Villa Asensi (Madrid) es un periodista español de larga trayectoria en Internet. Ha sido director de Interactivos RTVE o Rtve.es desde 2010 hasta noviembre de 2014.
Actualmente es director del área digital del Grupo Zeta.

## Trayectoria
Es licenciado en Derecho por la Universidad Autónoma de Madrid y Máster en Periodismo por la Escuela de Periodismo de El País/Universidad Autónoma de Madrid. Da clases en el Máster de Periodismo Audiovisual de la Universidad Rey Juan Carlos de Madrid y en el Máster de Realización del Instituto de RTVE.
Sus inicios periodísticos fueron en el diario El País de Madrid, fue redactor del diario económico Cinco Días (Prisa) y, tras pasar una temporada en Oriente Medio colaborando en ONGs y diversos medios, trabajó en el diseño del portal Terra y como Jefe de Contenidos de Ya.com y director de Finanzas.com. Fue creador y director de 20minutos.es y subdirector del diario 20 Minutos. Fundador de la nueva RTVE.es primero como Director de Información y Contenidos desde 2007 y, desde 2010, como director del portal y de Interactivos de la radio televisión pública española. 
En abril de 2015 es nombrado nuevo director del área digital del Grupo Zeta, luego trabajo en prisa radio y ahora tiene su propia empresa.